# Hemiscola diffusa
Hemiscola diffusa är en paradisblomsterväxtart som först beskrevs av Joseph Banks och Dc., och fick sitt nu gällande namn av Hugh Hellmut Iltis. Hemiscola diffusa ingår i släktet Hemiscola och familjen paradisblomsterväxter. Inga underarter finns listade i Catalogue of Life.